# Dusino San Michele
Dusino San Michele – miejscowość i gmina we Włoszech, w regionie Piemont, w prowincji Asti.
Według danych na styczeń 2009 gminę zamieszkiwało 987 osób przy gęstości zaludnienia 84,8 os./1 km².